# Ladaux
Ladaux é uma comuna francesa na região administrativa da Nova Aquitânia, no departamento da Gironda. Estende-se por uma área de 4,34 km². Em 2010 a comuna tinha 201 habitantes (densidade: 46,3 hab./km²).